# Hesperotettix curtipennis
Hesperotettix curtipennis är en insektsart som beskrevs av Scudder, S.H. 1897. Hesperotettix curtipennis ingår i släktet Hesperotettix och familjen gräshoppor. Inga underarter finns listade i Catalogue of Life.